# Grosularia
La grosularia es un mineral del grupo de los silicatos, subgrupo nesosilicatos y dentro de estos es un granate por la típica forma isométrica de sus cristales, con 12 o 24 caras trapezoidales. Es un silicato de calcio y aluminio, de color normalmente blanquecino a anaranjado. Sinónimos poco usados son colofonita, ernita, olyntholita, tellemarkita, viluita y wilouita.
Originalmente nombrado «piedra cinamón» (Kanelstein en Alemania) en 1803 por Abraham Gottlob Werner, fue después renombrado grossularita por el propio Werner en 1808. Fue llamado así por el color de las grosellas (Ribes grossularia) verdes, además de por la redondez de sus cristales que también se presentan en grupos similares a racimos de estos frutos.
La localidad tipo es Chernyshevsk, en la cuenca del río Viliui, en la república de Saja (Yakutia).

## Ambiente de formación
Normalmente se forma a partir de rocas calizas, o sedimentarias silíceas, sometidas a metamorfismo de contacto por la proximidad de una cámara magmática. También se puede formar por metamorfismo regional.
Algunos minerales asociados son mica, clorita, diópsido, calcita y serpentinita.
La variedad hesonita (de color verde) se encuentra también rellenando las fisuras de rocas metasomáticas enriquecidas en calcio.

## Localización, extracción y usos
Se han encontrado importantes yacimientos de este granate en Asbestos (Canadá), México, Kenia, Italia y Sri Lanka.
La variedad sosolita procede de Morelos y Chihuahua (México) y la variedad hesonita de Tanzania y Kenia.
Es un mineral que se comercializa como gema, tallando los cristales puros y de bello color. Son gemas de grandes cualidades a pesar de ser poco conocidas en el mercado. Los mejores ejemplares son muy codiciados por museos y coleccionistas.

## Galería de imágenes

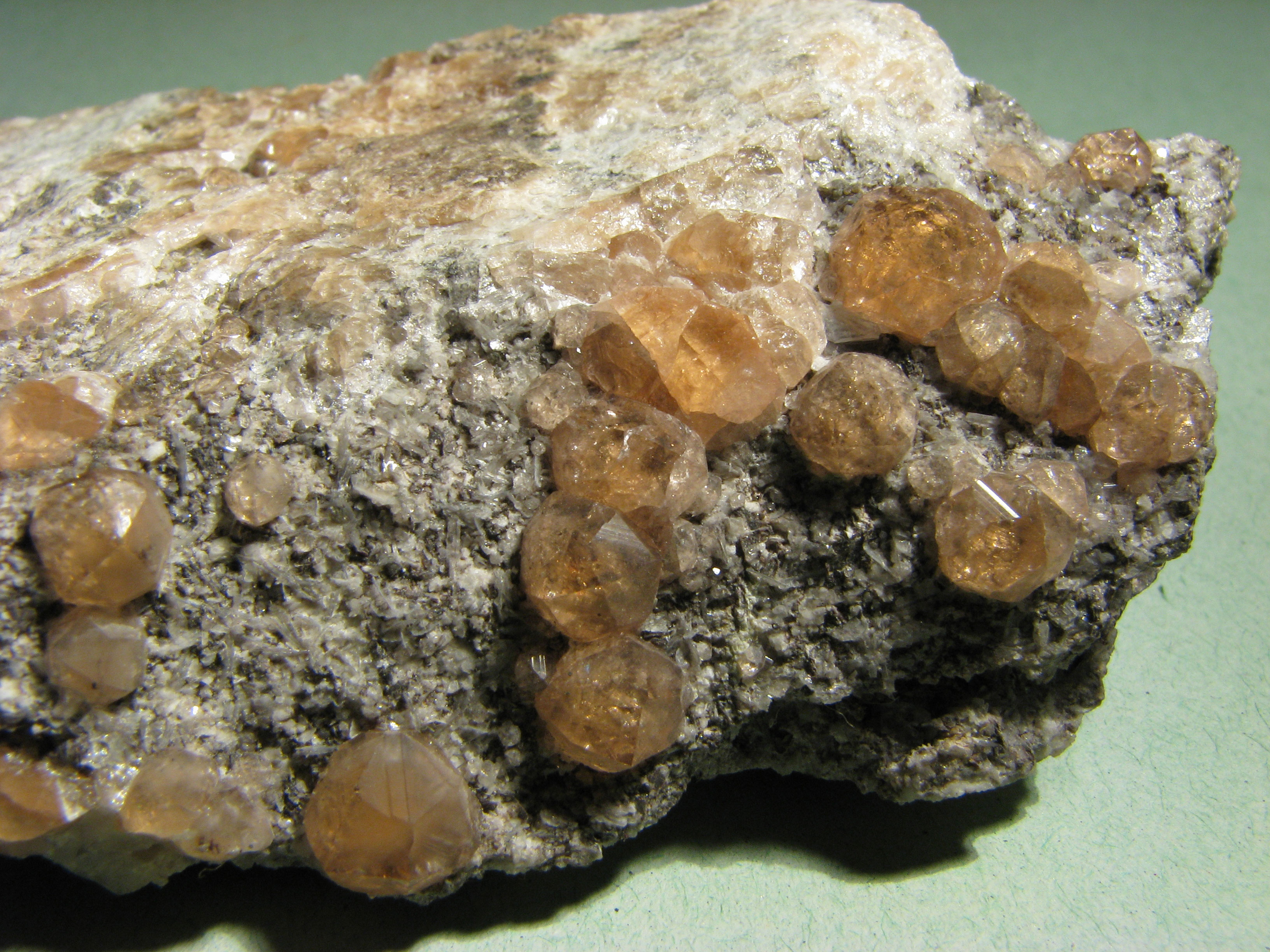
Grosularia de Quebec, Canada
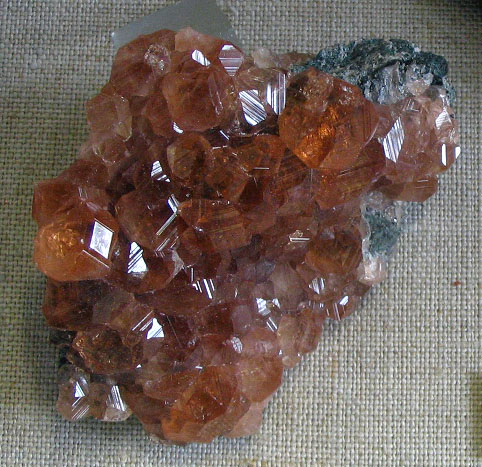
Cristales estriados de hesonita, una variedad de la especia grossular
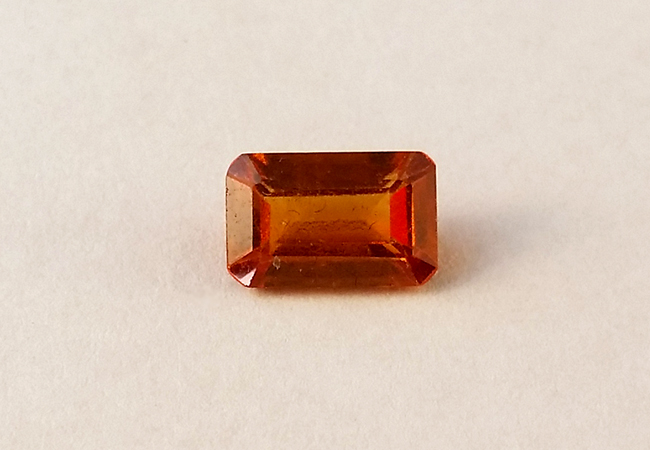
Hesonita facetada
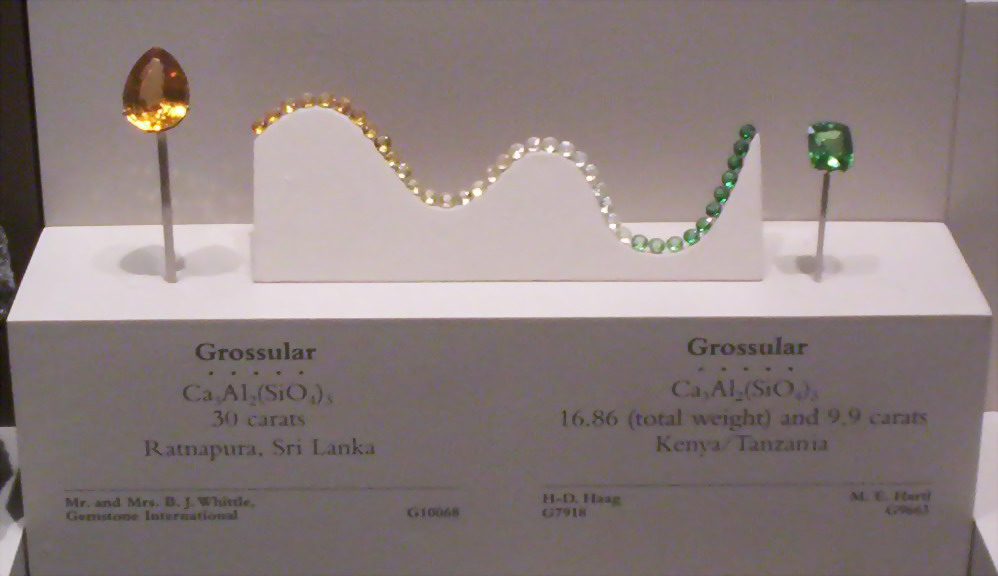
Rango de color de la grosularia mostrado gráficamente en el National Museum of Natural History Washington, D.C.